# Rantanplan (serie animata)
Rantanplan è una serie animata francese con protagonista Rantanplan, prodotta da Xilam, Dargaud Media, Lucky Comics e France 3. È stata trasmessa in Francia dal 26 settembre 2006 al 28 settembre 2007 su France 3, mentre in Italia, anche se in modo regolare, dal 12 gennaio 2015 al 28 febbraio dello stesso anno su K2.

## Trama
Il cartone animato segue le avventure del cane soprannominato "il più stupido del West", Rantanplan.

## Episodi
1. Bloccato ad Halloween
2. Il club dei pony
3. Attenti al verme!
4. Fuori dal mondo
5. Sesto senso
6. Microcosmi
7. L'avvoltoio e Rantanplan
8. Rantanplan e l'alieno
9. L'ora di cena
10. Il valore della famiglia
11. Incurabile stupidità
12. Ispettore Rantanplan
13. Cane mannaro
14. Colpito dalle stelle
15. Cane fuori gara
16. Sensibilità canina
17. Il miglior amico del cane
18. Messaggio urgente
19. Testimone oculare
20. Effetto boomerang
21. Cubone ghiacciato
22. Festa!
23. I bei vecchi tempi
24. Non c'è niente da ridere
25. Non fidarti dei miraggi
26. Cane da guardia
27. La preziosa materia grigia
28. Sulla punta della lingua
29. Eco-logica
30. Libertà per la spugna
31. Protesta abbaiata
32. Babbo ladro Natale
33. Sonnellino di guardia
34. Come passare inosservati
35. Un pasto pesante
36. Muscolo cerebrale
37. Il pelo che fa traboccare il vaso
38. L'ultimo fiato
39. Un bel ragazzo
40. Passeggiata notturna
41. Pollo papà
42. Senza veli
43. Il peggior amico dell'uomo
44. Un'opera buona
45. Segugio hip-hop
46. Sorpresa!
47. Alleluya!
48. Una moda aggressiva
49. Cattive formiche
50. Il re della foresta
51. Cane innamorato
52. Il nuovo mondo
53. No alla violenza
54. Tolleranza zero
55. A pancia all'aria
56. Astro-nullità
57. Il buono, il brutto e Rantanplan
58. Astuto come un'aquila
59. Effetto Rantanplan
60. Chi di noce ferisce...
61. L'eroe dal fiuto infallibile
62. Il circo! Il circo!
63. Salva la Terra col rasoio
64. Il patriota del pollaio
65. La carne nel cuore
66. Rubbing Hood
67. La vista dallo scafandro
68. Cane dominante
69. La principessa e l'idiota
70. Natale peloso
71. Un cespuglio di pavone
72. Zombientanplan
73. Lamentele di stagione
74. Cane con super vista
75. Lo sguardo dello struzzo

## Doppiaggio
| Personaggio | Doppiatore francese | Doppiatore inglese | Doppiatore italiano |
| ----------- | ------------------- | ------------------ | ------------------- |
| Rantanplan  | François Morel      | Maurice LaMarche   | Franco Mannella     |